# Chet Holmgren

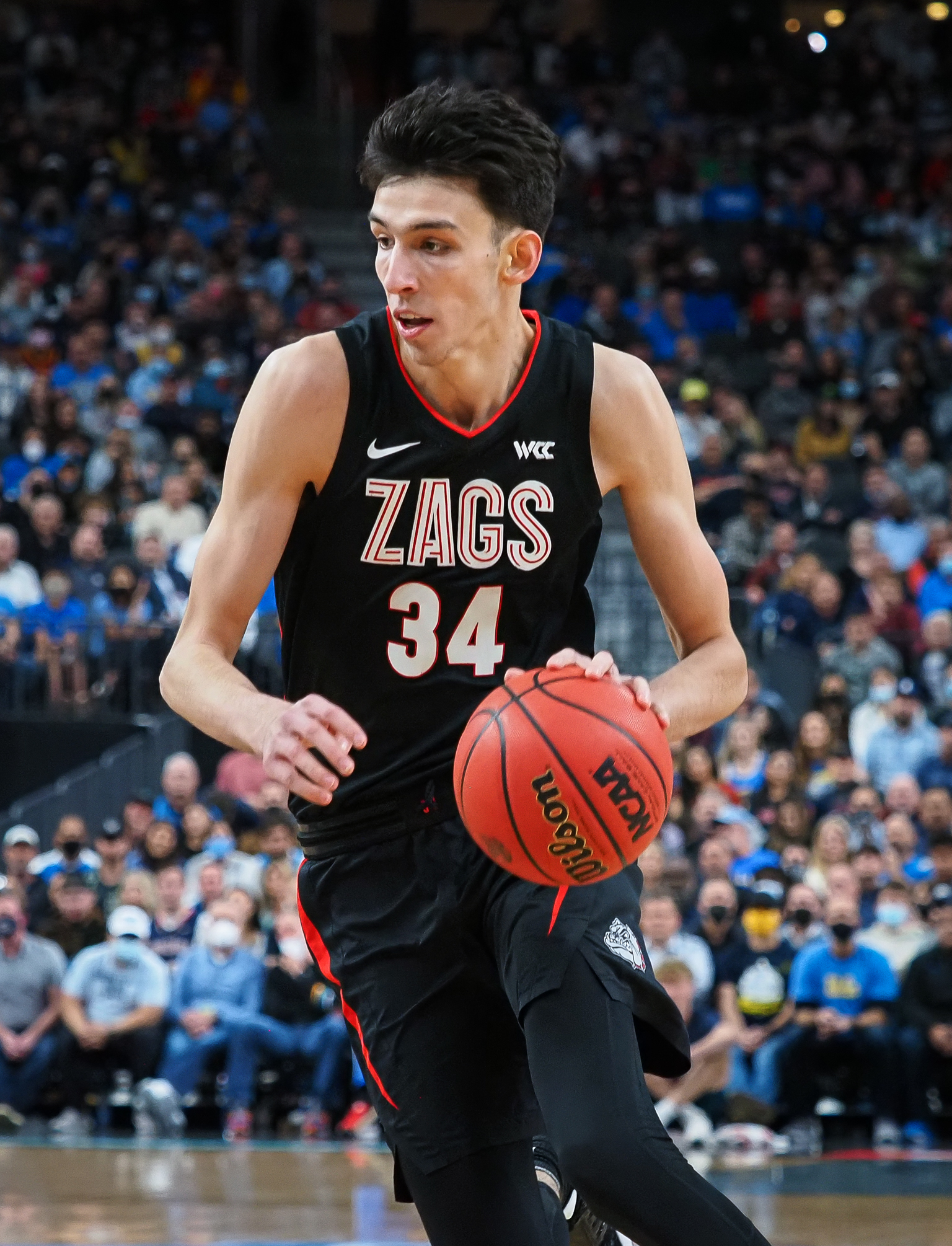
Chet Holmgren, 2021.

Chet Thomas Holmgren, född 1 maj 2002 i Minneapolis i Minnesota, är en amerikansk professionell basketspelare (C/PF) som spelar för Oklahoma City Thunder i National Basketball Association (NBA).
Han draftades av Oklahoma City Thunder i första rundan i 2022 års draft som andre spelare totalt.
Innan Holmgren blev proffs studerade han vid Gonzaga University och spelade för deras idrottsförening Gonzaga Bulldogs.